# Wassermühle Döckritz

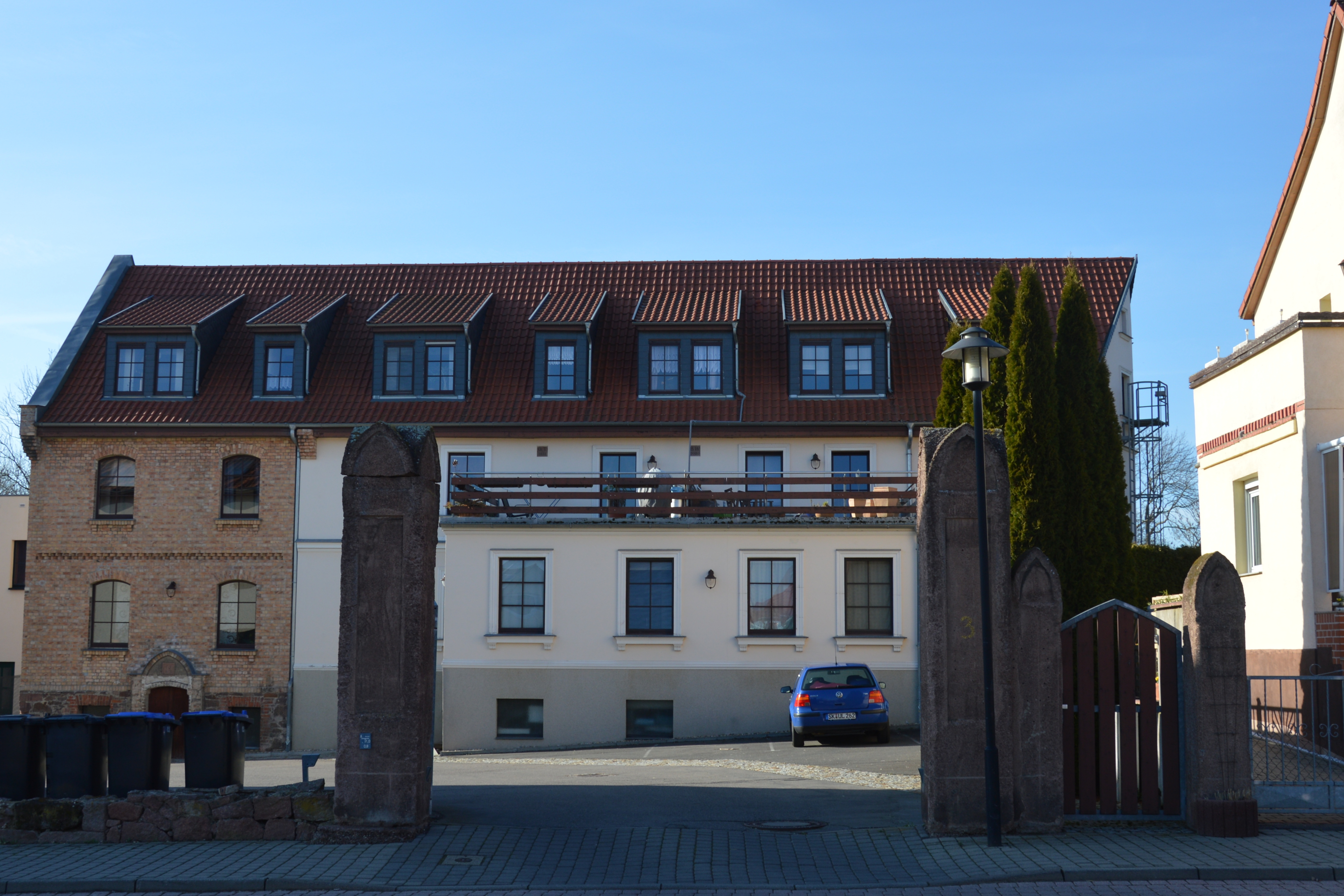
Wassermühle Döckritz, Toreinfahrt

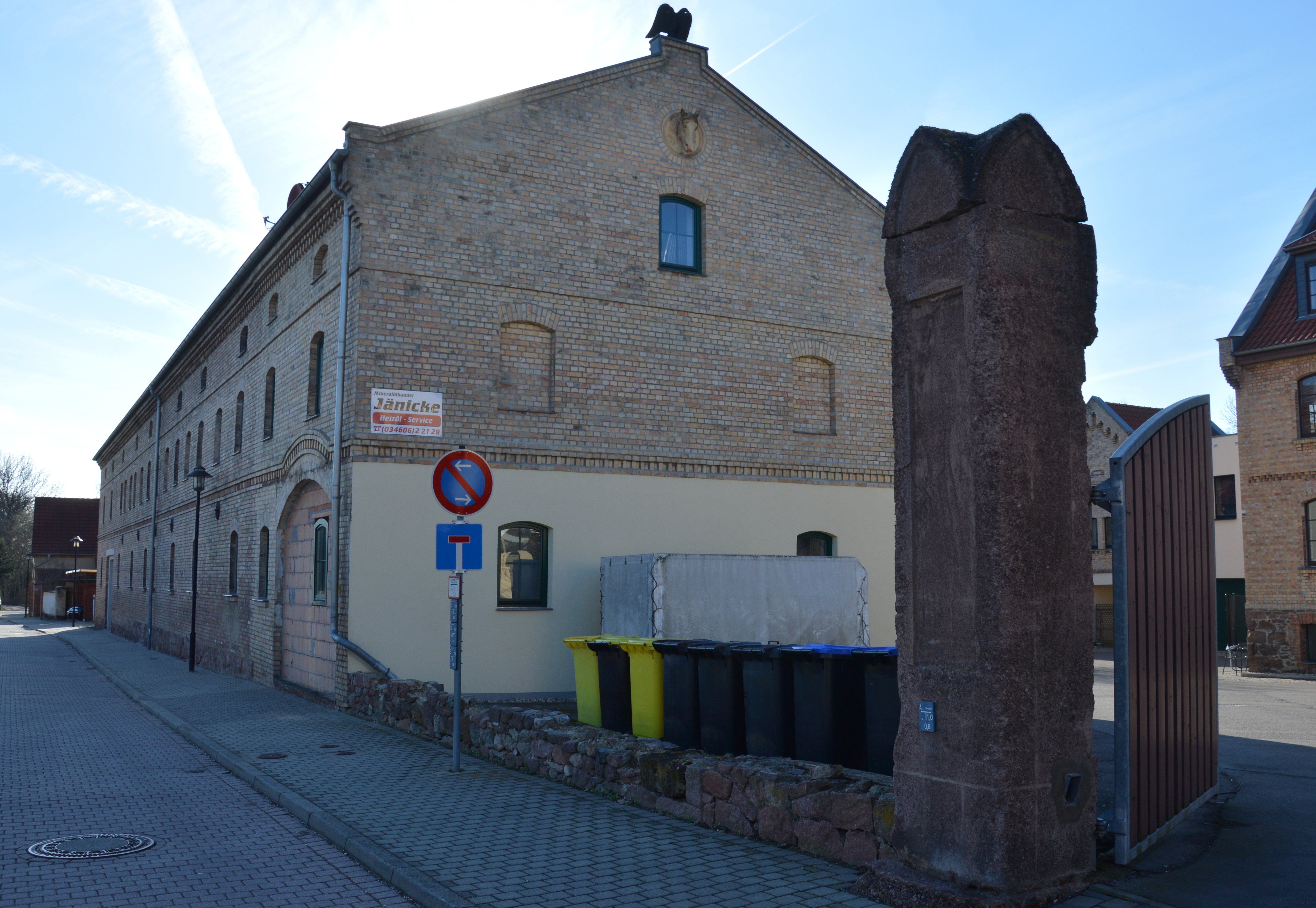
Blick von Nordosten

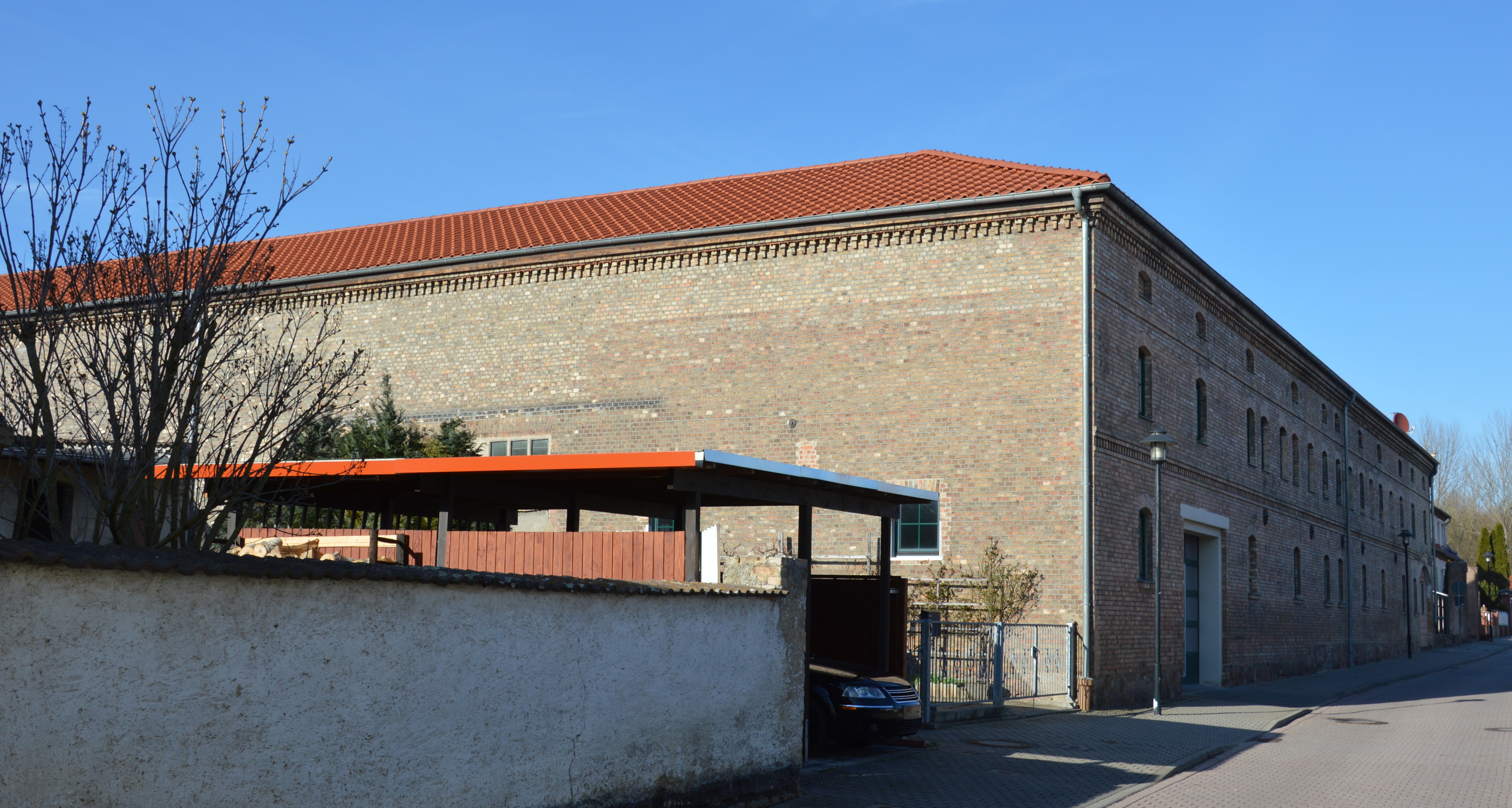
Blick von Südwesten

Die Wassermühle Döckritz ist ein denkmalgeschütztes Mühlengehöft im zur Gemeinde Petersberg in Sachsen-Anhalt gehörenden Ortsteil Döckritz.

## Lage
Der Hof befindet sich an der Adresse Döckritzanger 2, 3 am Nordrand von Döckritz. Nördlich des Anwesens verläuft ein Bach, an dessen linkem Ufer der Mühlenhof liegt. Der Bach mündet einige hundert Meter weiter südwestlich in die Götsche.

## Architektur und Geschichte
Zum Gehöft der Wassermühle gehört ein großes im Jahr 1851 errichtetes Wohnhaus. 1921 erfolgte ein Umbau. An drei Seiten der Hofanlage befinden sich drei große Wirtschaftsgebäude. Als Wassermühle war die Anlage bis zum Ende des Zweiten Weltkriegs in Betrieb.
Im örtlichen Denkmalverzeichnis ist die Mühle unter der Nummer 094 55273 als Baudenkmal eingetragen.